# Мартиролог Узуарда
«Мартиро́лог Узуа́рда» (лат. Martyrologium Usuardi), або «Мартиро́лог Узуа́рда, монаха Сен-Жермен» (лат. Martyrologium Usuardi monachi Sangermanensis) — християнський мартиролог. Написаний латинською мовою близько 860 року монахом-бенедиктинцем Узуардом з абатства Сен-Жермен, Франкія. Присвячений франкському королю Карлу II Лисому. Зберігся у багатьох копіях-списках. Пристосований для літургійних потреб. Упорядкований на основі мартирологів Адо В'єннського, Флора Ліонського і Вандальберта Прюмського. Один із найвідоміших і найпопулярніших мартирологів середньовічної Європи. З 1584 року ліг в основу католицького «Римського мартиролога». Вперше опублікований 1718 року у Парижі Жаком Буйлляром.